# Глаголєва-Аркадьєва Олександра Андріївна
Олександра Андріївна Глаголєва-Аркадьєва (нар. 16 (28) лютого 1884, Товарково, нині Тульської області, СРСР — 30 жовтня 1945, Москва, СРСР) — доктор фізико-математичних наук (1935); перша російська жінка-фізик, що отримала світову популярність в науковому співтоваристві; одна з перших жінок — професорок Московського університету. Дружина фізика Володимира Костянтиновича Аркадьєва.

## Біографія
Рано проявила інтерес до навчання. Закінчила фізико-математичний факультет Московських вищих жіночих курсів в 1910 році та залишилася працювати там же асистенткою на кафедрі фізики.
У 1914-18 роках працювала в рентгенологічному кабінеті при військовому госпіталі.
З 1918 року після об'єднання Московських вищих жіночих курсів з Московським університетом, викладала в університеті.
У 1919 році вийшла заміж за вченого фізика Володимира Костянтиновича Аркадьєва, в лабораторії якого працювала.
З 1930 року — професор Московського університету і 2-го Московського медичного інституту. Засновниця і завідувачка (з 1932 року) кафедрою загальної фізики для природничих факультетів Московського університету.
У 1939 році Олександра Андріївна через хворобу залишила педагогічну роботу.

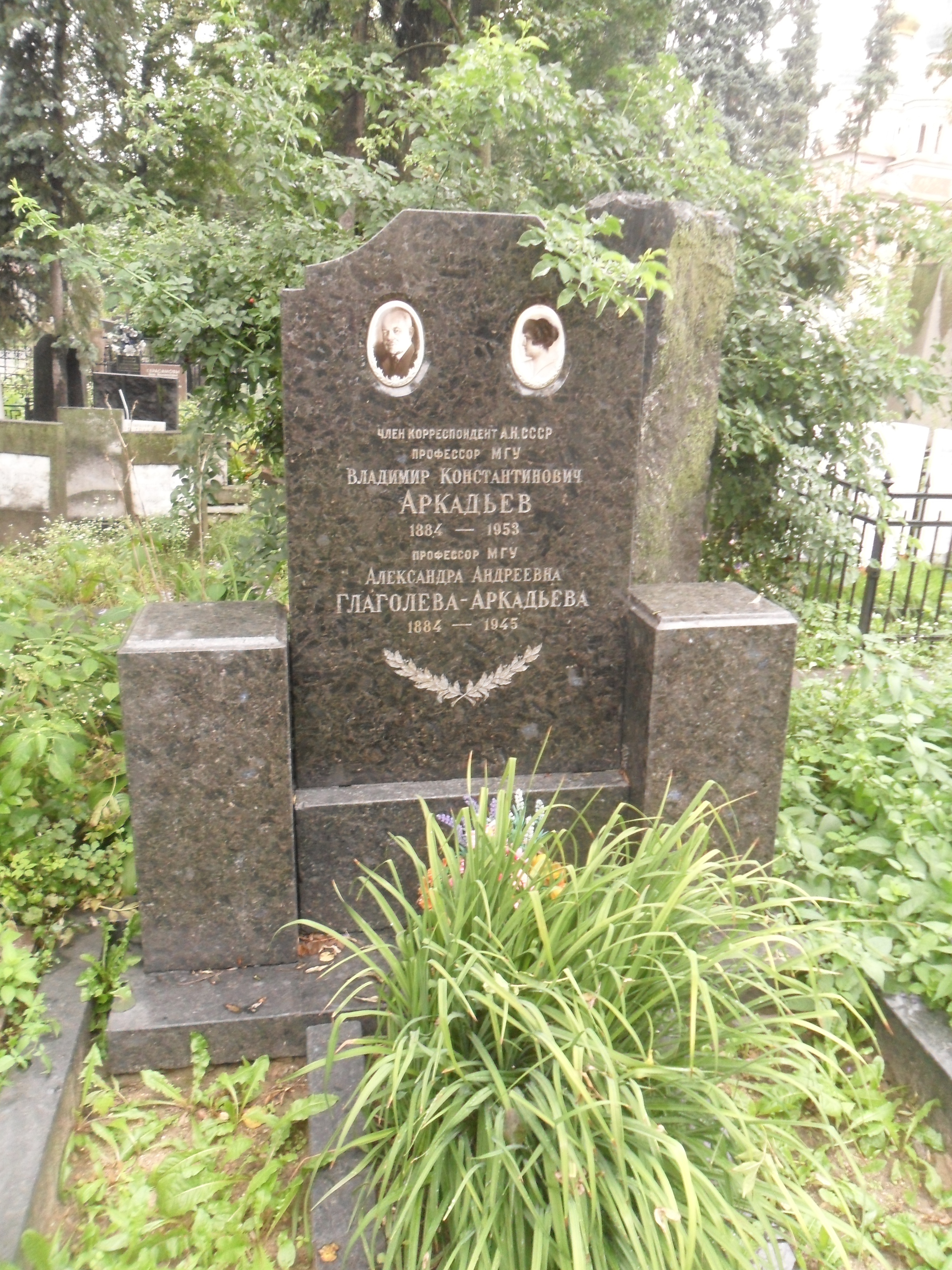
Могила

Похована на Новодівичому кладовищі.

## Наукова робота
У 1916 році О. А. Глаголєва-Аркадьєва сконструювала прилад для вимірювання глибини залягання куль і осколків снарядів у поранених — рентгеностереометр.
У 1922 році побудувала нове джерело електромагнітних хвиль — так званий масовий випромінювач, який являє собою посудину з алюмінієвою тирсою, зваженою у в'язкому маслі. Тирса, що є рухомими вібраторами Герца, при пропущенні через неї електричної іскри випромінює електромагнітні хвилі.
У 1923 році завдяки малим розмірам вібраторів Глаголєвій-Аркадьєвій вдалося отримати хвилі довжиною від 5 см до 82 мкм, які заповнили проміжок на шкалі електромагнітних хвиль між спектрами інфрачервоних і радіохвиль. За допомогою свого винаходу в 1923 році вона першою у світі отримала найбільш короткі радіохвилі з довжиною, що дорівнюють довжині теплових хвиль.
Це важливе відкриття довело єдність світлових і електромагнітних хвиль і принесло Глаголєвій-Аркадьєвій широку популярність і визнання в наукових колах СРСР і світу.
Спираючись на дослідження за попередні 25 років, Глаголєва-Аркадьєва зробила повну класифікацію та оформлення термінології електромагнітних хвиль, розбивши шкалу на частини: низькочастотні хвилі, радіохвилі, ультра-радіохвилі, ІЧ-промені, світлові промені, УФ-промені, рентгенівські промені, гамма промені, виконавши побудову єдиної шкали електромагнітних хвиль.

## Твори
- Собрание трудов, М.- Л., 1948